# I nuovi poveri
I nuovi poveri è un saggio scritto dai giornalisti Giampiero Beltotto e Giancarlo Giojelli, edito da Piemme nel 2007.

## Trama
Il libro indaga sulle nuove povertà del terzo millennio, attraverso il racconto in prima persona dei protagonisti di tanti drammi di ordinaria emarginazione: sono dodici milioni i nuovi poveri italiani censiti dall'Istat. Al Sud una famiglia su quattro è indigente, il 14 per cento delle famiglie italiane non è in grado di far fronte ai debiti che ha accumulato, il dodici per cento non riesce a saldare nemmeno le bollette. Come precisa il sottotitolo, Storie di ordinaria emarginazione nell'Italia, i "nuovi" poveri non sono dunque le persone prive di tutto, ma quelle che, pur cercando con dignità di affrontare la sfida di ogni giorno per la sopravvivenza, tuttavia non riescono a soddisfare i bisogni primari e secondari.
Il volume è una sorta di lettera che presenta, spesso con aspetti sconvolgenti, una realtà e un popolo sommerso ma sempre più numeroso.

## Edizioni
- Giampiero Beltotto, Giancarlo Giojelli, I nuovi poveri: storie di ordinaria emarginazione nell'Italia di oggi, Piemme, Casale Monferrato 2007